# ألكسندر لوريا
الكسندر رومانوفيتش لوريا ( (الروسية: Алекса́ндр Рома́нович Лу́рия، ‎ru‏)؛ 16 يوليو 1902 - 14 أغسطس 1977)؛ هو طبيب وعالم يهودي سوفيتي متخصص في علم النفس العصبي. عرف لوريا بصفته أب التقييم النفسي العصبي الحديث، إذ طوّر -خلال عمله السريري مع ضحايا إصابات الدماغ في الحرب العالمية الثانية- مجموعة واسعة ومبتكرة من الاختبارات النفسية العصبية التي لا تزال تستخدم، بأشكال مختلفة، إلى يومنا هذا. أجرى لوريا تحليلًا شاملًا لعمل مختلف مناطق الدماغ وللعمليات التكاملية للدماغ بشكل عام. يُعتبر كتاب «الوظائف القشرية العليا عند الإنسان» الذي ألفه لوريا في عام 1962 أعظم ما أبدعه، وهو كتاب تدريسيّ ترجم إلى العديد من اللغات، ويستخدم في التدريس بشكل واسع النطاق على مستوى العالم، أصدر لوريا في عام 1973 كتاب «الدماغ العامل» كتكلمة لكتاب الوظائف القشرية العليا عند الإنسان.
لم يُعرف لوريا -في فترة ما قبل الحرب- باهتماماته في مجال علم الدلالات النفسية (الذي يُعنى بدراسة كيفية إسناد الأفراد للمعاني إلى الكلمات والإرشادات) على الرغم من تخصيصه لجزءٍ كبيرٍ من وقته لدراستها. اشتهر لوريا بدراساته عن السكان ذوي التعليم المتدني والقاطنين في مناطق جنوبي الاتحاد السوفيتي، إذ أظهروا استخدامًا مختلفًا للتصنيف، غير ذلك المستخدم من قبل العالم المتعلم (وتمكن لوريا من تحديده من خلال وظائف أدواتهم). كان لوريا أحد مؤسّسي علم النفس التاريخي والثقافي، ورئيس دائرة فيغوتسكي، المعروفة أيضًا باسم «دائرة فيغوتسكي - لوريا». اشتهر لوريا -بعيدًا عن عمله مع فيغوتسكي- على نطاق واسع بدراستين استثنائيتين اثنتين للحالة النفسية، حملتا عنوانيّ: «عقل الاستذكار» الذي درس فيه حالة الصحفي الروسي سولومون شيريشيفيسكي الذي امتلك ذاكرة متقدمة للغاية، و«الرجل ذو العالم المحطم» الذي درس فيه حالة رجل تعرّض لإصابة دماغية رضية.

## الحياة والمسيرة المهنية
وُلد لوريا في مدينة كازان شرقي موسكو لوالدين يهوديّين، وكان العديد من أفراد عائلته يعملون في المجال الطبي. كان والد لوريا «رومان ألبرتوفيتش» -وفقًا للمؤلف «إيفجينيا هومسكايا» الذي كتب سيرة ألكسندر لوريا الذاتية- «أستاذًا في جامعة كازان، وعمل بعد الثورة الروسية، كمؤسس ورئيس لمعهد كازان للتعليم الطبي المتقدم». نُشرت لوالد ألكسندر دراستان اثنتان باللغة الروسية تحت عنواني: أمراض المعدة والمريء (عام 1935)، ونظرة داخلية على المرض وأمراض الجهاز الهضمي (1935)، أما والدته إيفجينيا فيكتوروفنا هاسكين، فقد كانت طبيبة أسنان أنهت دراستها الجامعية في بولندا. كان للوريا شقيقة واحدة تصغره بالسن، وهي طبيبة نفسية ممارسة.

### مراحل الدراسة الأولى والانتقال إلى موسكو
أنهى لوريا المرحلة المدرسية قبل أقرانه، وحصل في عام 1921 على أولى شهاداته من جامعة قازان الحكومية. أسس لوريا، في الفترة التي كان لا يزال فيها طالبًا جامعيًا «جمعية التحليل النفسيّ في كازان»، وتبادل بعض الرسائل مع سيغموند فرويد. انتقل لوريا في أواخر عام 1923 إلى موسكو، حيث عاش في شارع أربات، وانتقل والداه بعده إلى موسكو واستقرّا في منطقة قريبة من مكان إقامته. عُرضت على لوريا -أثناء وجوده في موسكو- وظيفة في معهد موسكو الحكومي لعلم النفس التجريبي، الذي يديره منذ شهر نوفمبر من عام 1923 قسطنيطين كورنيلوف.
قابل ألكسندر لوريا في عام 1924 ليف فيغوتسكي، الذي كان له دور مستقبلي كبير في التأثير على لوريا. ولّد العمل المشترك للعالمين النفسيين مع بعضهما البعض، ما أُطلق عليه فيما بعد اسم «فيغوتسكي»، أو بشكلٍ أكثر دقّة «دائرة فيغوتسكي – لوريا». التقى لوريا أيضًا في عشرينيات القرن العشرين بعددٍ كبير من العلماء، كان من بينهم أليكسي ليونتييف، ومارك ليبيدينسكي، وألكسندر زابوروشيتس، وبلوما زيجارنيك، وبقي كثير منهم زملاء عمل له حتى وفاته. أطلق لوريا في منتصف عشرينيات القرن العشرين -مع فيغوتسكي وبعد وفاته- مشروعًا لتطوير علم نفسٍ من نوع جديد كليًا. دمج هذا النهج بين علم النفس الثقافي والتاريخي والإنتاجي، وغالبًا ما يُشار إليه في يومنا هذا باسم «علم النفس الثقافي التاريخي». يؤكّد هذا النهج على الدور الوسيط للثقافة -وخاصّة اللغة- في تطوير وظائف نفسية أعلى في تطور السلالات وتطور الجنين.
طوّر لوريا -بعيدًا عن فيغوتسكي- «الطريقة الحركية المدمجة» التي ساعدت في عمليات تشخيص الضعف أو الخفاء العاطفي عند الفرد وفي عمليات التفكير عنده على حد سواء. نُشر هذا البحث في الولايات المتحدة في عام 1932 تحت عنوان «طبيعة النزاعات البشرية» وأصبح للوريا بعد انتشار بحثه هذا شهرة عالمية باعتباره واحدًا من روّاد علم النفس في روسيا السوفيتية. قدّم لوريا في عام 1937 مخطوطته في روسيا ودافع عنها كرسالة للدكتوراه في جامعة تبليسي (إلّا أنّها لم تنشر باللغة الروسية حتى عام 2002). ألف لوريا ثلاثة كتب بعد انتقاله إلى موسكو في عشرينيات القرن العشرين، وهي: «طبيعة النزاعات الإنسانية» (كتبه باللغة الروسية، ولكنّه نُشر خلال حياته باللغة الإنكليزية فقط في الولايات المتحدة الأمريكية في عام 1932)، «الكلام والذكاء في تنمية الطفل»، و«الكلام والذكاء عند الأطفال الحضريين والريفيين والمشردين» (ألف كليهما باللغة الروسية). وضع لوريا عنوان الكتاب الأول في عام 1928، أما الكتابين الآخرين فقد وضع عنوانيهما في ثلاثينيات القرن العشرين.
بدأ كل من لوريا وفيغوتسكي في أوائل ثلاثينيات القرن العشرين دراستهما الطبية في مدينة خاركيف، وأنهى لوريا تعليمه الطبي بعد وفاة فيغوتسكي، إذ تخرّج في عام 1934 من جامعة موسكو الطبية الحكومية الأولى.

### التعددية الثقافية وعلم الأعصاب
كانت ثلاثينيات القرن العشرين مهمة للوريا، وذلك بعد أن ساهمت دراساته عن السكان الأصليين في إضافة مجال التعددية الثقافية على اهتماماته العامة. أُعيد إحياء هذا الاهتمام في أواخر القرن العشرين من قبل مجموعة متنوّعة من العلماء والباحثين الذي بدؤوا في دراسة الشعوب الأصلية، والدفاع عنها في مختلف أنحاء العالم. استمرّ عمل لوريا في هذا المجال من خلال قيامه برحلات استكشافية إلى آسيا الوسطى. حقّق لوريا -تحت إشراف فيغوتسكي- في العديد من التغيرات النفسية (بما في ذلك الإدراك، وحل المشاكل، والذاكرة) التي تحدث نتيجة للتطور الثقافي عند الأقليات غير المتعلمة، وكان له -في هذا الصدد- دور كبير في وضع أساسيات الشفوية (دراسة التعبيرات اللغوية في المجتمعات).
حصل لوريا -في صيف عام 1937، وكردّ على حملة تطهير علماء الوراثة التي أطلقها تروفيم ليسينكو- على درجة الدكتوراه في الطب بمرتبة شرف. دافع لوريا عن مخطوطته «طبيعة النزاعات البشرية» -بعد إعادة كتابتها وتنظيمها- كأطروحة دكتوراه في معهد تبليسي في عام 1937، وعُين بعدها دكتورًا في العلوم التربوية. «كان لوريا -في سن الربعة والثلاثين- واحدًا من أصغر أساتذة علم النفس في البلاد». تزوّج لوريا في عام 1933 من لانا بي ليبتشينا، المختصّة الشهيرة في علم الأحياء المجهرية، والحاصلة على شهادة الدكتوراه في العلوم البيولوجية، وعاش الزوجان في شارع فرونزي في موسكو، حيث ولدت ابنتهما الوحيدة لينا (إلينا).
درس لوريا أيضًا التوائم المتطابقة، والتوائم الكاذبة في المدارس الداخلية الكبيرة، لتحديد التفاعل بين العوامل المختلفة للتنمية البشرية الوراثية والثقافية. ركّز لوريا -في عمله المبكر في مجال علم النفس العصبي في نهاية ثلاثينيّات القرن العشرين، وكذلك طوال فترة حياته بعد الحرب- على دراسة فقدان القدرة على الكلام، وركّز أيضًا على العلاقة بين اللغة والفكر، والوظائف اللحائية، وخاصة على تطوير الوظائف التعويضية للحبسة الكلامية.

## روابط خارجية
- لوريا الأرشيف في marxists.org
- AR لوريا الأرشيف @ مختبر الإدراك البشري المقارن في lchc.ucsd.edu
- كتاب صغير حول ذاكرة كبيرة - ترجمة إيفان ساموكيش " ترجمة مجانية من النسخة الروسية الأصلية المتوفرة بتنسيق PDF.
- ألكساندر لوريا - عقل عالم الفكر جيروم برونر 1987 مطبعة جامعة هارفارد
- مناطق لوريا من اللحاء البشري تشارك في اللغة . ملخص مصور لكتاب لوريا للحبسة الصادمة.
- قائمة منشورات لوريا، الصفحات 9 - 51 من ملف pdf) والمزيد في صفحة سبرينغر لسيرة إيفجينيا د. هومسكايا
- Yasnitsky ، A. (2011). "Vygotsky Circle كشبكة شخصية من العلماء: استعادة الروابط بين الناس والأفكار"[وصلة مكسورة] . العلوم النفسية والسلوكية التكاملية ، دُوِي:10.1007/s12124-011-9168-5 pdf